# Маслиган Роман Михайлович
Роман Михайлович Маслиган — український спортсмен,тренер, майстер спорту України з карате, кандидат наук, громадський діяч.Засновник спортивного клубу «Сінай», очільник обласної федерації Шотокан карате.

## Біографія
Народився 9 травня 1976 р у с. Жупани, Львівської області.У 1994 році закінчив Мукачівське Вище професійно технічне училище № 3  У 1996–1997 роках навчався в ДПТНЗ «Мукачівський професійний аграрний ліцей імені Михайла Данканича». У 2000 році вступив до Прикарпатського національного університету імені Василя Стефаника, де здобув вищу освіту на факультеті фізичної культури та спорту. 21 лютого 2025 році — в Мукачівському державному університеті захистив кандидатську дисертацію «Механізм інтегрованого розвитку кіберспортивних клубів в Україні» та здобув науковий ступінь доктора філософії (кандидата економічних наук.)

## Трудова діяльність
З 2000 по 2003 рік працював учителем фізичної культури у рідному ліцеї. У 2005 році переміг у міському конкурсі «Вчитель року», а наступного року став лауреатом обласного конкурсу. У 2008–2010 роках обіймав посаду начальника відділу молоді та спорту Мукачівського міськвиконкому. Працює  в Мукачівській ЗОШ №1 

## Спортивна діяльність
У 1998 році заснував спортивний клуб карате «Сінай», що став одним із провідних клубів у Закарпатській області. З 2000 року очолює обласну федерацію Шотокан карате. У 2005 році здобув звання чемпіона України. Має 4-й дан та звання майстра спорту України з карате.
Світове срібло з Шотокан карате здобув у 2015 році у Сербії (Суботиця)
Закарпатці завоювали "бронзу" на чемпіонаті Європи з Шотокан Карате- до
Учасник та переможець змагань у Молдові(Кишенів), Болгарії (Бургас), Угорщині (Егер) 
Офіційний Директор в Україні від Міжнародної федерації Шотокан карате-до версії SKDUN[https://www.skdun.org/employees/roman-masligan/
Суддя міжнародної категорії.
Під його керівництвом вихованці неодноразово виборювали призові місця на чемпіонатах України та міжнародних змаганнях.

## Наукова діяльність
Кандидат наук, доктор філософії (PhD). Учасник науково-практичних конференцій. Є співавтором низки публікацій, зокрема з тематики спеціалізованого туризму, східних бойових мистецтв, кіберспорту , управління підприємствами.

## Відзнаки
- Переможець міського конкурсу «Вчитель року» (2005)
- Лауреат обласного конкурсу «Вчитель року» (2006)
- Cтипендія Мукачівської міської ради
- Грамоти та подяки від органів місцевої влади